# Seksbenede leddyr
Seksbenede leddyr (Hexapoda – fra græsk hex = seks, poda = fod, ben) er en underrække af leddyr, og indeholder den største gruppe af dyr i artsantal, bl.a. insekter og et par mindre grupper af vingeløse leddyr. Seksbenede leddyr er navngivet pga. deres største kendetegn:  Tre benpar. De fleste andre leddyr har mere end tre par ben.

## Klassifikation
Underrække: Hexapoda
- Klasse: Elliplura
  - Orden: Collembola (Springhaler)
  - Orden: Protura (Proturer)
- Klasse: Diplura
  - Orden: Diplura (Diplurer)
- Klasse: Insecta (Insekter)